# Xenon-hexafluororodát
A xenon-hexafluororodát egy nemesgázvegyület. Képlete XeRhF6. 1963-ban állította elő először Neil Bartlett Analóg a xenon-hexafluoroplatináttal.
Xenon és ródium-hexafluorid egyesülésével keletkezik:
Xe + RhF6 → XeRhF6

## Fordítás
Ez a szócikk részben vagy egészben  a   Xenon hexafluororhodate című angol Wikipédia-szócikk ezen változatának fordításán alapul.  Az eredeti cikk szerkesztőit annak laptörténete sorolja fel. Ez a jelzés csupán a megfogalmazás eredetét és a szerzői jogokat jelzi, nem szolgál a cikkben szereplő információk forrásmegjelöléseként.